# Housain Alizada
Housain Alizada (* 2. Mai 1996) ist ein afghanischer Fußballspieler, der auf der Position eines Abwehrspielers spielt.

## Karriere
Alizada spielte in der Saison 2014 bei Oqaban Hindukush, wo er als Stammspieler (sechs Spiele) Vizemeister wurde. Danach wechselte er zu De Maiwand Atalan, wo er alle Spiele absolvierte und am Ende der Saison die Bronzemedaille gewann. Zur Saison wechselte er zum afghanischen Rekordmeister Shaheen Asmayee, wo er sich abermals als Stammspieler durchsetzen konnte. Nach sechs Spielen und seinem ersten Tor in der Liga wurde der Abwehrspieler erstmals Ligameister.
Im Februar 2017 wurde er erstmals für die afghanische Nationalmannschaft nominiert, kam aber nicht zum Einsatz. Im Juli 2017 absolvierte er drei Länderspiele für die U-23-Nationalmannschaft im Rahmen der Qualifikation zur U-23-Asienmeisterschaft 2018.

## Erfolge
- Afghanischer Meister: 2016
  - Vizemeister: 2014
  - Dritter: 2015